# Venta Belgarum

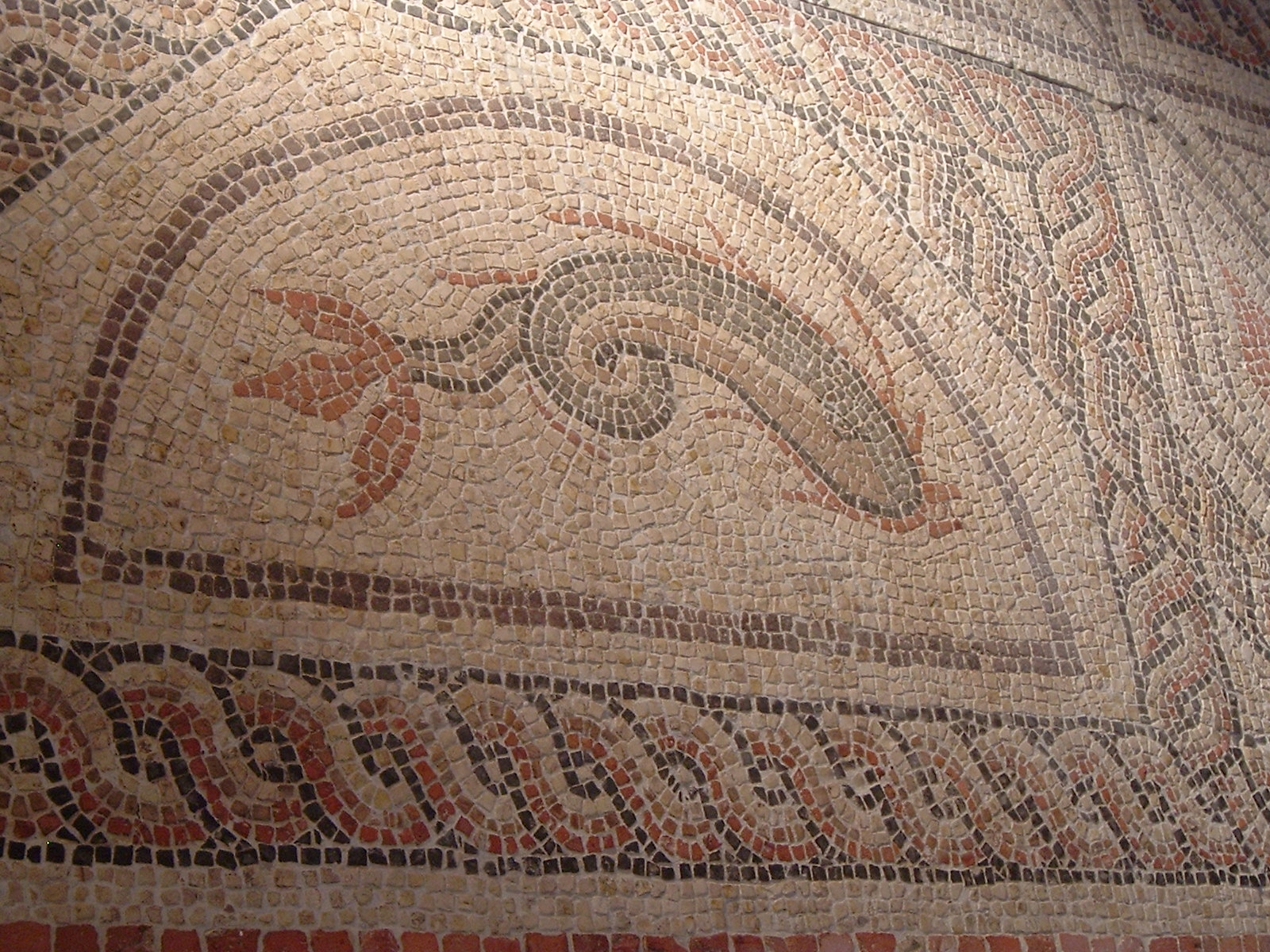
Mosaik aus Venta Belgarum

Venta Belgarum (fälschlich Venta Bulgarum) ist der antike Name der römischen Stadt Winchester in England. Die Stadt war Hauptort der Civitas Belgarum. Über den kleinen Fluss Itchen war die Stadt mit dem Meer verbunden. Clausentum war der zur Stadt gehörige Seehafen.
Venta Belgarum war schon in der späten Eisenzeit besiedelt. Aus dieser Periode stammen Erdaufschüttungen, die in das 2. und 1. Jahrhundert v. Chr. datieren. Diese Besiedlung hörte um 50 v. Chr. auf, um erst ca. 100 Jahre später wieder zu beginnen. Die eisenzeitliche Siedlung gehörte wohl zum keltischen Königreich der Atrebaten. Als dieses Reich unter römische Herrschaft gelangte, wurde es von dem Vasallenkönig Tiberius Claudius Cogidubnus regiert, der seine Hauptstadt in Chichester hatte.
Um 50. v. Chr. setzen auf dem Gebiet der späteren Stadt Bauarbeiten ein. Es wurden vor allem Befestigungsanlagen aus Holz und Erde errichtet. Nach dem Tod von Tiberius Claudius Cogidubnus, am Ende des 1. Jahrhunderts n. Chr., wurde sein kleines Königreich umorganisiert und vollkommen in das römische Reich integriert. Der Ort wurde nun zu einer Stadt ausgebaut, die der Hauptort der Civitas Belgarum wurde und den Namen Venta Belgarum erhielt. In dieser Zeit wurde die Stadt vollkommen neu errichtet und erhielt einen schachbrettartigen Stadtplan und eine Stadtmauer, von der bisher vier Tore bekannt sind. Im Zentrum wurden ein Forum und eine Basilika errichtet. Für weitere öffentliche Bauten gibt es jedoch nur wenig Belege. Im Nordosten der Stadt stand ein keltischer Tempel. Westlich der Stadt, außerhalb der Stadtmauer, befand sich vielleicht ein Jupiter-Tempel. Hier kamen im 19. Jahrhundert zahlreiche Objekte, darunter die Büste einer Jupiterstatue, zu Tage. Bei der Büste, die sich heute im British Museum befindet, mag es sich um das Kultbild im Tempel handeln. Bisher fehlen auch Belege für Thermen oder Theater. Bis auf eine große Villa im Südwesten der Stadt, ist bisher auch wenig an zusammenhängender Wohnbebauung bekannt, doch belegen zahlreiche Zufallsfunde von Mosaiken einen relativen Wohlstand.
Außerhalb der Stadtmauern, die im 4. Jahrhundert verstärkt wurden, fanden sich bedeutende Reste von Vororten und Friedhöfen. Einer von diesen war vor allem im 4. Jahrhundert in Benutzung, und die Bestattungen waren reich an Beigaben. Diese deuten auf das Vorhandensein einer militärischen Einheit zu dieser Zeit. In der Notitia dignitatum wird ein procurate gynaeci, Ventenisis (Verwalter der Webereien von Ventas) genannt. Der Ort scheint also Kleidung, und von späteren Belegen ausgehend Wollkleidung, für das römische Militär produziert zu haben. Aus der Stadt selber gibt es dazu jedoch keine Belege.
Die Stadt wurde anscheinend im 5. Jahrhundert allmählich verlassen. Es gibt kaum archäologische Belege für eine Siedlungskontinuität ins frühe Mittelalter.